# Goga Sekulić
Gordana „Goga“ Sekulić (kyr. Гордана „Гога“ Секулић; * 27. Februar 1977 in Pljevlja,  Jugoslawien, heute Montenegro) ist eine populäre Turbo-Folk-Sängerin auf dem Westbalkan. Sie wird oft mit Jelena Karleuša und Svetlana Ražnatović verglichen, mit denen sie die aufreizende Aufmachung und die Mezzosopran-Stimme teilt. 

## Werdegang
2004 verklagte sie den serbisch-montenegrinischen Playboy, weil ein ihr sehr ähnlich aussehendes Model, welches fast nackt auf dem Cover posierte, als Sekulić ausgegeben wurde. Goga gewann nicht nur den Prozess, sondern auch mehr Aufmerksamkeit. Die sogenannte „Playboy-Affäre“ und ihre angeblichen Konflikte mit dem Gesetz, wodurch sie den Spitznamen Goga mafiašica bekam, wurde, wie auch ihr Zwist mit Kollegin Jelena Karleuša und eine womögliche Essstörung, zu einem beliebten Thema in Boulevardzeitungen.
Nach ihren vier erfolgreichen Alben (Ljubavnica, I lepša i bolja, Opasno po život und Po zakonu) kam 2006 ihr wohl erfolgreichstes auf den Markt: Gaćice (dt.: „Höschen“). Auf diesem Album sind die Hits Seksi biznismen („Sexy Businessman“), Gaćice, Moj novi dečko („Mein neuer Freund“) und Tvoje oči („Deine Augen“) enthalten.
2007 nahm sie bei der serbischen Variante von Celebrity Big Brother teil.
Im Juli 2008 erschien ihr sechstes Album namens Zlatna Koka.
2011 erschien das Album #Ja sam probala sve auf dem die Single Muska lutka zu finden ist.
Im Jahr 2012 nahm sie mit Jasmin Jusic das Duett Vuce Lopove auf welches sehr erfolgreich wurde.

## Diskografie

### Alben
- 2000: Ljubavnica
- 2001: I Lepša I Bolja
- 2002: Opasno Po Život
- 2003: Po Zakonu
- 2006: Gaćice
- 2008: Goga Sekulić
- 2011: Ja Sam Probala Sve
- 2014: Ponovo Rođena

### Singles (Auswahl)
- 2006: Tvoje oči (mit Osman Hadžić)
- 2006: Gaćice (Original: Demet Akalın – Aşkın Açamadığı Kapı)
- 2006: Nisi Ti Nizašta (Original: Tuğba Özerk – Lo Lo Lo)
- 2006: Može Može (Original: Faruk K – Azar Azar)
- 2006: Sexy Biznismen (Original: Giorgos Mazonakis – Nikotini)
- 2012: Vuče lopove (mit Jasmin Jusic)
- 2014: Rekord Sam Oborila
- 2017: Krize (mit Mile Kitić)